# Jordan Pearce
Jordan Paul Pearce (* 10. Oktober 1986 in Anchorage, Alaska) ist ein ehemaliger US-amerikanischer Eishockeytorwart, der im Verlauf seiner aktiven Karriere zwischen 2005 und 2013 über 150 Spiele in der American Hockey League (AHL) und ECHL bestritten hat.

## Karriere
Jordan Pearce besuchte ab dem Herbst 2002 das Nachwuchsprogramm des US-amerikanischen Eishockeyverbandes USA Hockey und trat mit deren Mannschaft in der North American Hockey League an. Nach zwei Jahren wechselte er 2004 in die Juniorenliga United States Hockey League, wo er eine Saison als Stammtorhüter der Lincoln Stars spielte, ehe er 2005 ein Studium an der University of Notre Dame begann. In seinen ersten beiden Jahren am College war er der Ersatzmann hinter Stammtorwart David Brown und bestritt in beiden Spielzeiten zusammen nur zwölf Spiele. 2007 übernahm Pearce schließlich den Stammplatz im Tor und führte das Team bis ins Finale der nationalen College-Meisterschaft der National Collegiate Athletic Association, wo sie jedoch dem Boston College unterlagen. Pearce erhielt nach dem Ende der Saison die Auszeichnung als bester Torhüter der Central Collegiate Hockey Association sowie weitere Ehrungen seiner Universität.
In der Saison 2008/09 holte er mit 30 Saisonsiegen die meisten aller College-Torhüter der USA und gehörte auch in den anderen Kategorien zu den besten Torhütern des Landes. Auch beim CCHA-Endturnier im Frühjahr 2009 behielt er seine Form bei, gewann mit Notre Dame die Meisterschaft der CCHA und wurde zum wertvollsten Spieler der Endrunde gewählt. Zudem wurde er für seine studentischen Leistungen in Verbindung mit seinem Engagement im Sport ausgezeichnet und erhielt dafür den Preis als Scholar-Athlete of the Year. Nachdem seine Mannschaft früh in der Endrunde der NCAA scheiterte und er sein Studium mit einem Abschluss in Anthropologie sowie einen medizinischen Vorbereitungsstudiengang beendet hatte, unterschrieb er am 10. April 2009 einen Zweijahresvertrag bei den Detroit Red Wings aus der National Hockey League. Nur einen Tag später gab er bei den Grand Rapids Griffins, dem Farmteam der Red Wings, in der American Hockey League sein Profidebüt.
Im Herbst 2009 konkurrierte er im Trainingslager mit Daniel Larsson und Tom McCollum um die beiden Torhüterplätze bei den Griffins, konnte sich jedoch nicht durchsetzen und begann die Saison in der ECHL bei den Toledo Walleye. Dort konnte er anfangs aber nur wenig überzeugen, als in neun Spielen in Folge mindestens vier Gegentreffer pro Partie hinnehmen musste. Auch die Saison 2010/11 begann er in der ECHL bei den Toledo Walleye, doch nach acht Spielen wurde er erneut in den AHL-Kader der Griffins berufen. Es folgten zwei weitere Jahre, in denen er weiterhin zwischen den Griffins und Walleye pendelte. Nachdem Pearce am Ende der Spielzeit 2012/13 mit den Griffins den Calder Cup gewonnen hatte, beendete der 26-Jährige seine aktive Karriere.

## Erfolge und Auszeichnungen
| - 2007 Mason-Cup-Gewinn mit der University of Notre Dame - 2008 CCHA Goaltender of the Year - 2008 CCHA Scholar-Athlete Team - 2009 CCHA Scholar-Athlete of the Year | - 2009 CCHA Scholar-Athlete Team - 2009 Mason-Cup-Gewinn mit der University of Notre Dame - 2009 CCHA Tournament MVP - 2013 Calder-Cup-Gewinn mit den Grand Rapids Griffins |

## Karrierestatistik
(Legende zur Torhüterstatistik: GP oder Sp = Spiele insgesamt; W oder S = Siege; L oder N = Niederlagen; T oder U oder OT = Unentschieden oder Overtime- bzw. Shootout-Niederlage; Min. = Minuten; SOG oder SaT = Schüsse aufs Tor; GA oder GT = Gegentore; SO = Shutouts; GAA oder GTS = Gegentorschnitt; Sv% oder SVS% = Fangquote; EN = Empty Net Goal; 1 Play-downs/Relegation; Kursiv: Statistik nicht vollständig)